# Corrado Veneziano
Corrado Veneziano (Tursi, 1958) è un regista e pittore italiano.

## Biografia
PhD in Lettere e Arti, è un pittore e un operatore nel settore delle arti visive. In precedenza, (dal 1998 al 2007) è stato docente all'Accademia nazionale d'arte drammatica "Silvio d'Amico", e poi (dal 2015 al 2023) al Conservatorio "Santa Cecilia" di Roma.
Più in particolare,  ha frequentato come allievo regista (dal 1976) la Scuola del Piccolo Teatro della Città di Milano e, parallelamente, ha studiato Lettere moderne all'Università statale di Milano. A 22 anni si è laureato in Lettere all'Università di Bari e, subito dopo, si è abilitato all'insegnamento di Latino e Italiano, Storia e Filosofia.
In questi anni ha svolto prevalentemente attività di regista teatrale (con tra gli altri La Biennale di Venezia e il Festival della Valle d'Itria) e di docente di Ortoepia e Fonetica.
Dopo aver vinto un concorso nella Facoltà di Lettere e Filosofia dell'Università di Bari e dopo aver pubblicato il primo volume di didattica multimediale della lingua italiana, si è trasferito a Roma, dove (nel 1999) gli è stata conferita la Cattedra di Linguistica e (nel 2002) di Didattica della Lingua italiana e dei suoi dialetti presso l'Accademia nazionale d'arte drammatica "Silvio D'Amico". In questi anni, ha tenuto lezioni e seminari di Retorica e di Comunicazione verbale presso Accademie e Università italiane e straniere (tra cui la Harvard University) e pubblicato altri testi di pronuncia della lingua italiana. 
Nel 2007 è stato direttore artistico del Festival internazionale di cortometraggi Lo sguardo bifronte, la cui giuria era presieduta da Andrea Camilleri,
Dal 2008 ha smesso di insegnare per l'Accademia Silvio D'Amico e, su mandato dell'Università di Bari e del Centro Universitario per il Teatro, le Arti, la Musica, il Cinema (Cutamc) della medesima Università, nella quale era istituzionalmente incardinato, ha collaborato alle attività didattiche della Cattedra di Pedagogia generale della Facoltà di Medicina e Psicologia della Sapienza Università di Roma.
Sempre in questi anni (dal 2008 in poi) ha firmato la regia del documentario Sedicipersone. Le parole negate del bombardamento della Tv di Belgrado (d'intesa con Rainews 24) e del cortometraggio A sirene spiegate, interpretato da Emilio Solfrizzi, Giuseppe Battiston e Olivia Magnani. Ha ideato, scritto e diretto la serie televisiva Accipicchia: ci hanno rubato la lingua!, una fiction (in onda da settembre 2008 su Rai 3) sull'insegnamento della lingua (italiana e non), la cui esperienza si è poi riversata nel volume omonimo.
Per conto della Confindustria e d'intesa con l'Università degli Studi di Bari ha nel 2010 scritto e diretto un'ulteriore puntata didattico-divulgativa (Accipicchia: ci hanno rubato la banda larga!) e il documentario "Ancora. Contro il bullismo", prodotto con il sostegno del "Ministero dell'Istruzione".
Nel novembre 2008, ha ideato e diretto il Laboratorio di teatro e intercultura "Ciao: a Est dell'Est", prodotto dalla Biennale di Venezia. nel programma internazionale "Mediterraneo" diretto da Maurizio Scaparro. 
Nel 2009 ha pubblicato 100 monologhi ben pronunciati che, partendo dalla proposta di brani poetici, teatrali e cinematografici, evidenzia questioni di esplicita rilevanza fonetica: le dinamiche che hanno determinato gli attuali standard di pronuncia italiana, i meccanismi di controllo intonativo, il rapporto tra espressività e recitazione. 
Del 2013 sono La lezione di Pinocchio. Pedagogia e antipedagogia nell'insegnamento elementare italiano e Didattica della comunicazione non verbale e verbale. Sguardi, prossemica, fonetica nella scuola primaria italiana (con un'introduzione di Maria Serena Veggetti). In quest'ultimo lavoro, due mondi tradizionalmente intesi come separati (quelli della comunicazione verbale e quella non verbale) vengono invece indagati nella loro reciprocità e interazione: i meccanismi cognitivi attivati da elementi legati alla gestualità, al contatto fisico, allo sguardo.
In questa ricerca di sperimentazione e di allargamento delle sue possibilità espressive e comunicative, Corrado Veneziano ha reso pubbliche le sue opere pittoriche. Realizzate nel corso degli anni, esse sono state commentate in modo lusinghiero e approfondito dall'antropologo Marc Augé e dal critico Achille Bonito Oliva nella mostra personale - "Le forme dei non-luoghi" - ospitata nel luglio del 2013 dalla Ecos Gallery di Roma. Il catalogo è stato pubblicato dalla casa editrice romana Ponte Sisto. 
L'attività artistica e docente di Veneziano si sposta, a partire da novembre 2013, a Bruxelles. Nel 2014, la Université Libre de Bruxelles lo nomina Professeur Visiteur; e, sempre nello stesso anno, l'Istituto italiano di cultura della capitale belga ospita la sua mostra Non luoghi>No loghi, presentata in un apposito catalogo da Derrick De Kerckhove.
Sulla successiva produzione pittorica di Corrado Veneziano, vale la pena sottolineare due eventi, entrambi realizzati nel 2015. Il primo è legato alla mostra personale tenuta a Parigi nell'Espace en Cours diretto da Julie Heintz; il secondo è invece relativo al quadro che la Rai gli ha commissionato per il 67° Prix Italia - Concorso internazionale della Tv, del web e della radio. La mostra parigina si è inscritta nelle manifestazioni francesi sul 750º anniversario della nascita di Dante Alighieri; l'opera per il Prix Italia (tenutosi a Torino tra il 19 e il 24 settembre) è diventata l'immagine-simbolo della rassegna 2015 del Prix, intitolata "Il potere delle Storie. Il laboratorio della Creatività". L'opera che Veneziano ha dipinto è per l'appunto dedicata al "padre" della storia: Erodoto.
Per ciò che riguarda il 2016, tra le varie iniziative pittoriche e artistiche, vale la pena di citare la mostra personale tenuta a San Pietroburgo nella antica Galleria Nevskij 8. Qui Corrado Veneziano ha presentato, per larga parte, i suoi lavori dedicati ai codici ISBN con un'esposizione intitolata "I codici dell'anima". La mostra, inaugurata il 29 gennaio 2016 (e inizialmente programmata fino al 12 febbraio), si è conclusa il 22 febbraio.
Nel 2017, Corrado Veneziano si cimenta per la prima volta con installazioni artistiche, e con una di queste - "Il mare li rigetta, odiandoli" - vince (luglio 2017) con Paola Ricci il primo premio del concorso internazionale "Marine Litter Art". Si tratta di un concorso finanziato dall'Unione Europea e gestito dall'Associazione ambientalista Mare Vivo Sicilia, in collaborazione con la Regione Sicilia e numerosi comuni dell'agrigentino, e dedicato al tema del riciclo.
Nello stesso 2017, dal 1º settembre al 10 ottobre 2017, è ospite, con una sua mostra personale, in Cina, nella Galleria Nazionale di Arte Moderna di Lanzhou. La mostra - "Segni" - è curata dal direttore della medesima Galleria, Wu Weidong.
Il 2018 è del tutto orientato allo studio e alla preparazione di una larga serie di opere pittoriche dedicate a Leonardo da Vinci e al suo "Codice Atlantico". Si tratta di trenta opere a olio su tela, di grandi dimensioni, in cui i fogli del Codice vinciano (schizzi, progetti, appunti) vengono reinterpretati e collocati in uno sfondo celeste (blu, oro, rosa): a conferma dell'assunto centrale di Leonardo per il quale esiste una forte corrispondenza tra la attività (e la struttura biologica) umana con quella che regola le leggi cosmiche e spaziali. Le trenta opere sono state selezionate per il programma ufficiale francese sui festeggiamenti del 500º anniversario della morte di Leonardo. La mostra si è tenuta dal 24 maggio al 7 giugno 2019 nella Chiesa di Saint Florentin, ad Amboise: la chiesa dove Leonardo fu sepolto dopo la sua morte;e la città in cui visse i suoi ultimi anni.
Nell'anno 2019, Corrado Veneziano ha avviato il suo lavoro su Dante Alighieri in vista delle celebrazioni del 700º anniversario della morte. Nel corso di questi mesi ha dunque recuperato i suoi lavori con i codici a barre (in questo caso, trentaquattro linee verticali per l'Inferno,trentatré per il Purgatorio e il Paradiso) e punti e linee nello spazio per l'alfabeto Morse, a rievocare le suggestioni kandinskijane. Trentatré sono le opere realizzate, tutte di grande formato e ognuna arricchita da una frase tratta dalla Commedia, a legare insieme segni e rimandi verbali e visivi. Il progetto finale - "ISBN Dante e altre visioni", coordinato dalla associazione D D'Arte diretta da Francesca Barbi Marinetti - è stato selezionato lo scorso 9 ottobre 2020 (con patrocinio e sostegno finanziario) - dal Ministero dei Beni Culturali e dal Comitato nazionale Dante700 istituito dal Governo italiano.
Nel 2021 (il 25 marzo, in occasione della giornata internazionale dedicata a Dante Alighieri, il cosiddetto Dantedì), alcune opere del Progetto su Dante sono state esposte in anteprima nella Biblioteca Nazionale Centrale di Firenze. La mostra, curata da Francesca Barbi Marinetti, Niccolò Lucarelli e Raffaella Salato, è programmata fino al 23 aprile 2021.
Nello stesso periodo, altre opere di Veneziano sono invece esposte in anteprima in molteplici istituzioni straniere. Tra le sedi coinvolte, il Museo Statale Ossolinski di Breslavia, l'Università Cattolica di Lublino, il Museo Nazionale di Cracovia, il Teatro Nazionale di Bucarest, l'Università Statale di Siviglia, il Ministero degli Esteri di Algeri, la Fondazione Nicola Ghiusilev di Sofia, la Art-Imena Gallery di San Pietroburgo, il Municipio di Los Angeles, la Fondazione Camara de Comercio italo-paraguaya di Asunciòn, che promuove la cultura italiana in Paraguay e in America latina.
Il giorno 8 giugno 2021 tutte le trentatré opere dedicate alla Divina Commedia di Dante Alighieri vengono per la prima volta esposte in modo integrale nei Porticati del Conservatorio e dell'Accademia Santa Cecilia, a Roma. All'interno della medesima mostra, si sono svolte letture dantesche, a cura di Paola Ricci, ed esecuzioni musicali. Più in particolare, la Giornata internazionale della musica (21 giugno) - tutta declinata su Dante - ha visto l'esecuzione di "Après une lecture du Dante", del pianista Giorgio Bolognesi, unitamente alle esecuzioni dell'Ensemble "The Fingers" diretti dal maestro Ugo Gennarini. La mostra "ISBN Dante e altre visioni", che inizialmente prevedeva la sua chiusura per il giorno 3 luglio, è stata prorogata al 14 luglio 2021. 
Nel corso della esposizione, uno dei quadri è stato selezionato dalla Commissione filatelica di Poste italiane, Istituto Poligrafico e Zecca dello Stato, MEF e MISE per renderlo immagine del francobollo dello Stato italiano sulla Divina Commedia per le commemorazioni del 700mo anniversario della scomparsa del Poeta.
Il 14 settembre l'opera - "L'Inferno, evocando Buffalmacco" - è diventato il francobollo distribuito negli Uffici Postali italiani  e nelle rivendite di tabacchi e valori bollati nazionali. Sempre nella giornata del 14 settembre, l'opera è stata presentata da Corrado Veneziano nello Spazio di Filatelia romano di piazza San Silvestro. 
Il periodo successivo è tutto proteso alla organizzazione della sua prima mostra antologica, tenutasi a Matera nel Palazzo Ducale Malvinni Malvezzi. Il titolo scelto per la esposizione ha un esplicito rimando foucaultiano - "Eterotopie" - e riprende tutti i cicli pregressi di Veneziano, che vanno dagli iniziali "Non luoghi" ai Loghi e marchi commerciali, dai Codici a barre ISBN alla reinterpretazione delle icone della Sindone dedicate al concetto di "Pìetas", dal lavoro di ricerca su Giovanni Battista Cavalcaselle alle precedenti mostre dedicate a Leonardo da Vinci (con le tele ispirate al "Codice Atlantico") e alla Divina Commedia di Dante Alighieri.     
Nella prima metà del 2022, Corrado Veneziano è impegnato nella ideazione e realizzazione del progetto "Le Georgiche all'Isola Tiberina". Si tratta di un'operazione di recupero di tredici vecchi totem di plastica, ferro e cemento abbandonati all'interno dell'Isola romana, e a cui - rievocando frasi e suggestioni del poema virgiliano - Veneziano dà nuova forma e funzione. Con il patrocinio della Regione Lazio, dell'ICAS Intergruppo parlamentare Cultura, Arte e Spettacolo della Camera dei Deputati, dell'Associazione "Amici di Trastevere", con il coordinamento dell'associazione D.d'Arte, la curatela di Francesca Barbi Marinetti e Raffaella Salato, le 13 stele vengono ripulite e ridipinte. Veneziano destina a ognuna delle stele un elemento figurativo particolare (le api, il toro, le spighe di grano, i semi, i solchi dell'aratro, la luna, le stelle, i giunchi, l'ulivo, l'uva), e con il carattere stampatello latino riporta fedelmente le corrispondenti, suggestive frasi delle Georgiche. Le tredici stele sono diventate una installazione permanente visitabile gratuitamente nella punta nord della zona sottostante, prospiciente al fiume Tevere, dell'Isola.      
A cavallo tra il 2022 e il 2023, Veneziano porta a Bruxelles la sua intera produzione legata alla Divina Commedia dantesca, aggiungendo nuovi lavori pittorici dedicati a Dante e l'Europa.  Più in particolare le 44 opere, con la curatela di Francesca Barbi Marinetti, vengono (a partire dal 21 ottobre 2022 fino al 10 gennaio 2023) distribuite contemporaneamente nell'Ambasciata d'Italia, nell'Istituto di Cultura Italiana, negli spazi espositivi della Regione Lazio, nel CNR Consiglio Nazionale delle Ricerche, nella sede di UnionCamere Europa, in quella della Camera di Commercio Belga-Italiana,  Subito dopo, dal 15 marzo al 3 aprile 2023, tutte le opere confluiscono invece nei saloni espositivi del Comitato Europeo delle Regioni. La mostra - "Era smarrita. Dante, l'Europa e altri cieli", coordinata dalla Regione Lazio e dall'associazione D.d'Arte, e sostenuta da Unioncamere, è stata altresì patrocinata dall'Ambasciata d'Italia, dall'ICAS (Intergruppo parlamentare Cultura Arte Spettacolo), dal CNR e dall'Istituto Italiano di Cultura a Bruxelles. 

## Opere
ISBN Erodoto, Storie, opera pittorica diventa il Logo del Prix Italia 2015;
ISBN Bulgakov, Il maestro e Margherita, di proprietà della Galleria nazionale di Arte moderna e contemporanea di Lanzhou, capitale della Regione del Gansu, in Cina;
Leonardo Atlantico, Costruzione di un'ala di velivolo, unica opera pittorica presentata dal Governo Italiano nella giornata inaugurale delle cerimonie per le celebrazioni del 500º anniversario della morte di Leonardo da Vinci; Roma, Palazzo Chigi, 13 marzo 2019;
Due CocaCola Burqa nel deserto, di proprietà di En Cours-Site d'art contemporain, Parigi, 2019;
ISBN Corano L'ulivo, opera acquisita dall'Amministrazione comunale del Comune di Tursi in occasione della quarta edizione del Premio Rabatana, Tursi, 7 agosto 2020;
ISBN Dante, Nel mezzo del cammin, Museo Nazionale Ossolinski, Breslavia;
ISBN Dante, Ahi, quanto fu gran maraviglia, Biblioteca Jagellonica, Cracovia;
ISBN Dante, L'amor che move il sole e l'altre stelle, Teatro Nazionale, Bucarest;
ISBN Dante, Puro e disposto a salire a le stelle, Ministero degli Esteri, Algeri;
Due carrarmati per Leonardo da Vinci,  Scuola Militare "Nunziatella", Napoli;
Perdete ogni speranza o voi che entrate, Municipio della Città di Los Angeles;
Uscimmo a riveder le stelle, Università Statale di Siviglia;
L'Inferno, evocando Buffalmacco, scelto come Francobollo dello Stato italiano dedicato all'Inferno, nell'emissione per le celebrazioni ufficiali del 700mo anniversario della scomparsa di Dante Alighieri;
Le Georgiche all'Isola Tiberina, installazione permanente di tredici vecchi totem pubblicitari, completamente ridipinti con elementi figurativi e con frasi latine riprese dall'omonimo poema Virgiliano: Isola Tiberina, banchina sottostante, punta Nord. 
Dolce color d'oriental zaffiro, L'Amor che move il sole, con motivi floreali medievali, Ambasciata d'Italia - Residenza di Avenue Legrand, Bruxelles.

## Esposizioni internazionali

### Selezione mostre personali
- Roma, Ecos Gallery -, 2013: L'anima dei non luoghi. Con una presentazione di Achille Bonito Oliva e una nota critica di Marc Augé, a cura di Flavio Alivernini;
- Bruxelles, Istituto Italiano di Cultura - 2014: Non Luoghi, No Loghi. Con una presentazione di Derrick de Kerckhove;
- Parigi, Espace en Cours - 2015: Isbn Dante e altre visioni, a cura di Julie Heintz;
- San Pietroburgo - Galleria Nevskij 8 - 2016: Isbn I codici dell'anima, a cura di Francesco Attolini;
- Puglia/Basilicata (Maratea, Policoro, Polignano a Mare, Alberobello) - Estate 2016: Nati sotto il segno..., a cura di Raffaella Salato;
- San Pietroburgo - Galleria Nevskij 8 - febbraio 2017: Segni, loghi e corruzioni, a cura di Raffaella Salato;
- Roma, Case Romane del Celio, d'intesa con il Ministero dei Beni Culturali e con il Ministero dell'Interno, 22 aprile - 2 maggio 2017, Pietas, a cura di Raffaella Salato;
- Lanzhou (Cina), Galleria Nazionale di Arte Moderna - 1 settembre - 10 ottobre, Segni, a cura di Wu Weidong;
- Bari, Banca d'Italia, Giornate Fai-Fondo Ambiente Italia, 23-24 marzo 2019, En attendant Amboise, a cura di Pietro Marino;
- Amboise, Chiesa Saint Florentin, Celebrazioni del 500º anniversario della morte di Leonardo da Vinci, con l'Alto Patronato della Presidenza della Repubblica di Francia, del Comune di Amboise, delle Regioni della Valle della Loira, del Comune di Vinci, del Museo di Vinci, e con il coordinamento del Gemellaggio Amboise-Vinci diretto da Noémie Pasquiet, 24 maggio - 7 giugno 2019, Leonardo Atlantico, con presentazioni di Francesca Barbi Marinetti, Niccolò Lucarelli, Raffaella Salato;
- Firenze, Osservatorio Astrofisico di Arcetri, Leonardo speculum dell'universo, 11 giugno - 4 luglio 2019, con il patrocinio del Comune di Firenze e dell'INAF Istituto nazionale di Astrofisica, a cura di Niccolò Lucarelli;
- Ostuni, Confraternita del Purgatorio, 5-14 agosto 2019, con il patrocinio del Comune e dell'Associazione Amici di Ostuni, Leonardo Atlantico, a cura di Raffaella Salato;
- Matera, Museo Nazionale Ridola, 10 - 17 settembre 2019, Leonardo Atlantico, con il patrocinio del Ministero dei Beni Culturali, del Comune di Matera Capitale della Cultura 2019, e della Delegazione FAI-Fondo Ambiente Italia di Matera;
- Milano, Veneranda Biblioteca Ambrosiana, Cripta di San Sepolcro, 20 settembre, 6 ottobre 2019, con il patrocinio del Comune di Milano e del Comitato per il 500º anniversario della morte di Leonardo da Vinci, Leonardo Atlantico, con presentazioni di Francesca Barbi Marinetti, Niccolò Lucarelli, Raffaella Salato;
- Tunisi, Istituto Italiano di Cultura, 10 ottobre - 10 novembre 2019, con il patrocinio del Ministero degli Affari Esteri, Leonardo Atlantico, a cura di Niccolò Lucarelli, Francesca Barbi Marinetti, Raffaella Salato;
- Firenze, Biblioteca Nazionale Centrale, 25 marzo - 23 aprile 2021, anteprima di ISBN Dante e altre visioni, a cura di Francesca Barbi Marinetti, Niccolò Lucarelli, Raffaella Salato;
- Ostuni (Br), Confraternita del Purgatorio, Dal Purgatorio... a salire a le stelle, 12 agosto - 3 settembre 2021, con il sostegno della Amministrazione Comunale di Ostuni e dell'associazione "Amici di Ostuni", e con il patrocinio della Confraternita del Purgatorio e della srl D.d'Arte, a cura di Raffaella Salato;
- Roma, Camera dei Deputati, Complesso di Vicolo Valdina, Fatti foste, 12 - 22 ottobre, con il patrocinio dell'ICAS Intergruppo Parlamentare Cultura, Arte, Spettacolo, e con il coordinamento di D.d'Arte, a cura di Francesca Barbi Marinetti e Raffaella Salato;
- Granada, Università Statale, 28 ottobre - 1 novembre 2021, Sobre temas de Dante, a cura di Andrés Pociña e Aurora López;
- Matera, Palazzo Ducale Malvinni Malvezzi, 20 novembre 2021 - 10 gennaio 2022, Eterotopie, con il patrocinio e il sostegno dell'Amministrazione comunale di Matera, con il patrocinio dell'Amministrazione provinciale di Matera e del FAI Basilicata, con il coordinamento generale di Abitare Canario e la collaborazione artistica di D.d'Arte, a cura di Francesca Barbi Marinetti e Raffaella Salato.
- Bruxelles, Sale espositive del CdR-Comitato Europeo delle Regioni, 15 marzo - 3 aprile 2023, Era smarrita. Dante, l'Europa e altri cieli, a cura di Francesca Barbi Marinetti;
- San Pietroburgo, Consolato Generale d'Italia, 21 ottobre - 5 novembre 2023, QUINDICI. Mostra di arte contemporanea di artisti italiani, con il patrocinio del Ministero degli Esteri; a cura di Francesco Attolini;
- Venezia, Biblioteca Nazionale Marciana - Sale Monumentali, 17 novembre - 12 dicembre 2023, Dipingendo Cavalcaselle. Di tersa mano, con il patrocinio del MIC Ministero della Cultura, dell'ICAS Intergruppo Parlamentare Cultura, Arte, Spettacolo, della Presidenza della Commissione Cultura della Camera dei Deputati, del Comune di Legnago, e con il coordinamento di D.d'Arte; a cura di Francesca Barbi Marinetti e Lucia Calzona;
- Roma, Museo Nazionale degli Strumenti Musicali, 19 aprile - 23 giugno 2024, "Visse d'Arte. Le opere liriche di Giacomo Puccini nella reinterpretazione pittorica di Corrado Veneziano", con il patrocinio della Presidenza del Consiglio dei Ministri, del Comitato nazionale Puccini100, del MIC Ministero della Cultura, della Direzione Generale dei Musei, della Presidenza della Commissione Cultura della Camera, e con il coordinamento della D.d'Arte e di Iacovelli and Partners; a cura di Francesca Barbi Marinetti, Cinzia Guido, Sonia Martone;
- Roma, Museo Nazionale Romano Palazzo Altemps, 18 giugno - 8 settembre 2024, "Dipingendo Cavalcaselle. Di tersa mano", con il Patrocinio del MIC Ministero della Cultura, il coordinamento di D.d'Arte e di Iacovelli and Parners e la collaborazione di Civita Musei; a cura di Francesca Barbi Marinetti;
- Bruxelles, Théâtre du Conservatoire Royal, 1° luglio - 20 luglio 2024, "Visse d'Arte", con (tra gli altri) il patrocinio dell'Ambasciata Italiana nel Belgio e del Conservatoire Royal; a cura di Francesca Barbi Marinetti, Cinzia Guido, Sonia Martone;
- L'Aquila, Centro congressi "Luigi Zordan" e Palazzo Camponeschi, 23 settembre - 7 ottobre 2024, "In viaggio con Puccini", con il patrocinio dell'Università degli Studi dell'Aquila, del CNR, del Conservatorio di musica "Alfredo Casella", del Comune dell'Aquila e con il coordinamento generale di Mariangela De Vita; a cura di Francesca Barbi Marinetti, Cinzia Guido, Sonia Martone.
- Rabat, Biblioteca nazionale del Regno del Marocco, 14 ottobre - 4 novembre 2024, "Visse d'Arte a Rabat", con il patrocinio dell'Ambasciata italiana in Marocco e con il coordinamento e il sostegno dell'Istituto italiano di Cultura; a cura di Francesca Barbi Marinetti, Cinzia Guido e Sonia Martone;
- Montecarlo, Théâtre des Varietés, 14 novembre 2024, "Visse d'Arte a Montecarlo", con il patrocinio dell'Ambasciata italiana nel Principato di Monaco e della Principessa di Hannover, e con il sostegno e il coordinamento della Società Dante Alighieri di Montecarlo; a cura di Francesca Barbi Marinetti, Cinzia Guido, Sonia Martone;
- Bogotà, Club El Nogal, 29 novembre - 13 dicembre 2024, "Visse d'Arte a Bogotà", con il patrocinio dell'Ambasciata italiana della Colombia e il sostegno e il coordinamento generale dell'Istituto di Cultura di Bogotà; a cura di Francesca Barbi Marinetti, Cinzia Guido, Sonia Martone;
- Lucca, Teatro del Giglio, 22 dicembre 2024 - 18 gennaio 2025, "Giacomo Puccini e le sue opere liriche", con il patrocinio del Comune di Lucca e il coordinamento generale del Teatro del Giglio; a cura di Francesca Barbi Marinetti, Cinzia Guido, Sonia Martone;
- Roma, Mausoleo di Santa Costanza, 10 aprile - 18 maggio 2025, "Yeshu'a, il volto - i volti - di Cristo";
- Roma, Chiesa di San Gregorio Nazianzeno - Complesso monumentale Valdina della Camera dei Deputati, 21 maggio, 3 giugno 2025, "Pontefice, Pastore, Padre, Pescatore. Un <Anello Piscatorio> tra passato, presente, futuro: per l'Anno Giubilare 2025", con il patrocinio del Dicastero per l'Evangelizzazione del Giubileo 2025 e del Presidente della Commissione Cultura della Camera; a cura di Francesca Barbi Marinetti.

## Regista

### Teatro
- Pentesilea, di Heinrich Von Kleist, con (tra gli altri) Nico de Leo, Franco Liuzzi, Teresa Ludovico, Bari, Teatro Abeliano 1978
- I Canti Orfici, da Dino Campana, musiche di Nicola Scardicchio, Festival della Valle d'Itria, V edizione, Martina Franca 1979[19]
- La città decollata. I martiri d'Otranto, di Enrico Bagnato, con (tra gli altri) Emilio Solfrizzi, Tata Stornaiolo, Bari, Teatro Abeliano 1983[20]
- Rose di Pieria, Saffo, traduzione di Francesco De Martino, Bari, Teatro Abeliano 1987[21]
- La Rosa disabitata. Drammatizzazione degli atti giudiziari legati alla morte di Palmina Martinelli, con Paola Ricci, Francesco Carrassi, Pasquale Attolico, e con la presentazione di Dacia Maraini, Teatro Petruzzelli, Bari, 1988[22]
- Passaporti. Lo speronamento, da parte della marina militare italiana, del peschereccio Kater I Rades, Stazione marittima di Brindisi 2001[23]
- A Est dell'Est, La Biennale Teatro, Venezia 2008[24]
- Accipicchia ci hanno rubato la lingua, Roma, Teatro Quirino 2009[25]
- La Costituzione spiegata ai bambini, Roma, Teatro  Morgana, 2013[26]
- La Donna di Puccini, di Corrado Veneziano, con Paola Ricci, Roma, Teatro del Museo Nazionale degli Strumenti Musicali, giugno 2024[27]
- Spariamo! (da ogni luogo di mefitica mediocrità), di Corrado Veneziano, con la collaborazione di Francesca Barbi Marinetti e l'interpretazione di Marco Prosperini, Roma, GNAMC-Galleria Nazionale di Arte Moderna e Contemporanea, febbraio 2025[28]

### Televisione
- Sedicipersone. Le parole negate del bombardamento della Tv di Belgrado, in collaborazione con Rainews 24 - 2003
- Accipicchia: ci hanno rubato la lingua!, fiction in dieci puntate, Rai Tre-Trebisonda - 2007-2008
- Accipicchia: ci hanno rubato la banda larga!, docufiction scritta da Corrado Veneziano, da un'idea di Giancarlo Di Paola; d'intesa con Confindustria, Ministero dell'Istruzione, Università degli Studi di Bari, Bari - 2009
- Ancora. Contro il bullismo, docufiction con Tata Stornaiolo, Tiziana Schiavarelli, Carlo Laterza, Bari 2010

### Cinema
- A sirene spiegate, cortometraggio interpretato da Emilio Solfrizzi, Giuseppe Battiston, Olivia Magnani - 2005
- Benedetti ragazzi, documentario scritto con Giancarlo Di Paola - 2006

### Video
- Labriola: il gusto della filosofia, Edizioni Nuova Cultura, Roma 2006
- Rebibbia da Ascoltare, con, tra gli altri, da Emilio Solfrizzi, Lunetta Savino, Cosimo Cinieri, Roma 2012
- La Costituzione italiana recitata e musicata nelle Carceri di Roma, con (tra gli altri) Serena Autieri, Cosimo Cinieri, Daniela Marazita, Roma 2013

## Pubblicazioni
- Manuale di dizione. Apparato fonatorio e pronuncia della lingua italiana, Europa, Bari 1989
- Il barone e il clandestino, Besa, Lecce 1994
- La favola dell'alfabeto. Corso di dizione per bambini (... e non solo), Laterza, Roma-Bari 1997
- Manuale di dizione, voce e respirazione, Besa, Lecce 2000
- Se dici guerra umanitaria. Guerra e informazione. Guerra all'informazione, a cura di Corrado Veneziano e Domenico Gallo, con saggi e contributi di Andrea Catone, Giulietto Chiesa, Tommaso Di Francesco, Domenico Gallo, Predrag Matvejevic, Monica Maggioni, Corrado Veneziano, Ugo Villani, Besa, Lecce 2004
- "Public relation, condomini e informazione", in A. Ponzio, A. Catone (a cura di), Athanor. Mondi di guerra, Meltemi, Roma 2006
- 100 monologhi ben pronunciati, Gremese, Roma 2008
- Accipicchia, ci hanno rubato la lingua!, Giunti, Firenze 2009
- La lezione di Pinocchio. Pedagogia e antipedagogia nella scuola elementare italiana, con una postfazione di Fulvio Scaparro, Besa, Lecce 2013
- Didattica della comunicazione non verbale e verbale. Sguardi, prossemica, fonetica nella scuola primaria italiana, con un'introduzione di Maria Serena Veggetti, Besa, Lecce 2013
- L'anima dei non luoghi, con un testo critico di Achille Bonito Oliva e un'intervista (a cura di Flavio Alivernini) a Marc Augé; foto di Claudio Abate, Edizioni Ponte Sisto, Roma 2013
- Postfazione a Alessandro Dall'Oglio, Voglio morire a Pietroburgo, Ensemble, Roma 2017
- Postfazione a Andrés Pociña Pérez, Antigone di fronte ai giudici, Il Sextante, Roma 2017
- Nicola, Santo d'Oriente e d'Occidente, Besa, Lecce 2018
- I carabinieri e l'identità italiana, con Mariateresa Gammone e Francesco Sidoti; con una postfazione di Nando dalla Chiesa, ETS, Pisa 2018
- Fantasia e Pedagogia, Didattica e Drammatizzazioni, con Paola Ricci e Nicola Siciliani de Cumis, Il Sextante, Roma 2018
- Andrà tutto bene! Dieci racconti belli attorno a un tema brutto, Besa, Lecce 2020